# Colobus satanas
Espèce
Statut de conservation UICN

 VU A2cd : Vulnérable
Statut CITES
Colobus satanas est une espèce qui fait partie des mammifères Primates. C’est un  singe de la famille des Cercopithecidae, appelé en français, entre autres, Colobe satan ou Guéréza noir. L'espèce est vulnérable.

## Nomenclature
L'espèce est désignée en français par plusieurs noms vernaculaires, au choix en tant que colobe ou guéréza : Colobe satan, ou Guéréza noir. On trouve aussi une appellation commune à une autre espèce : Colobe noir

## Liste des sous-espèces
Selon Mammal Species of the World (version 3, 2005)  (6 mars 2011) :
- sous-espèce Colobus satanas anthracinus
- sous-espèce Colobus satanas satanas

Selon NCBI (6 mars 2011) :
- sous-espèce Colobus satanas satanas